# Archibald, il koala investigatore
Arichibald, il koala investigatore (Archibald the koala) è una serie televisiva animata di produzione europea.

## Produzione
Questa serie animata venne prodotta nel 1998 dallo studio francese Millimages, dallo studio britannico HiT Entertainment e dalle emittenti francesi Canal J e France 3. È dunque una co-produzione internazionale Francia/UK.
Questa serie animata si avvale dei personaggi: Archibald, Archiduke, Agatha, Giovanni, John Dory, Sullivan, Edison, Soufflé, Miss Julie, Gazzette. Il titolo originale nell'edizione francese è Archibald Le Koala mentre quello nell'edizione inglese è Archibald the Koala. La prima visione nel Regno Unito ci fu nel 1998 e anche in Francia la serie andò in onda in quello stesso anno.
Nell'edizione originale, Richard Griffiths è stato il doppiatore di Archibald mentre Adrienne Posta e Keith Wickham hanno prestato la voce rispettivamente ad Agatha e Archduke. La serie è stata esportata in vari Paesi. La serie è composta da 52 episodi: ogni episodio ha una durata di 13 minuti, e la trasmissione originale degli episodi durò fino al 2000.
L'edizione in lingua italiana è stata curata dallo Studio P.V. ed è stata trasmessa da Mediaset: in Italia venivano trasmessi due episodi per volta.
Negli Stati Uniti, questa serie fece parte dell'antologia Small World di Cartoon Network. A causa del successo ottenuto, la serie è stata distribuita nel mercato home video in svariate edizioni nazionali.

## Episodi
1. The Heatwave
2. Archduke's Anmesia
3. Brass Band
4. The Haunted House
5. The Hazardous Fishing Contest
6. The Meteorite
7. Archduke's Statue
8. The Missing Boat
9. The Rugby Basket Mystery
10. The Dragon
11. Strange Vibrations
12. A Hapless Birthday
13. Read about Tomorrow, Today
14. A Star is Born
15. The New Restaurant
16. The Flower & The Magician
17. The Fire Fighters
18. The Snow Cannon
19. The Invasion
20. The Mystery of the Floating Island
21. The Flower Thief
22. The Very Greedy Sleepwalker
23. Ho Ho Ho Happy Merry Christmas
24. Stop that Train!
25. The Messenger
26. The Dynamic Dynamo
27. The Misunderstanding
28. The Big Twister
29. Fake Necklace
30. Pizza Gazette
31. A Detective Goes Camping
32. A Mysterious Rescuer
33. The World of Giants
34. The Lucky Charm
35. Edisons Clock
36. Whale Song
37. The Treasure Hunt
38. Edison's Trophy
39. The Umbrellas of Rastepappe
40. The Sea Monster
41. The Giant Mole
42. The Big Show
43. Ultra-Modern Town Hall
44. Lighthouse of Rastepappe
45. The Machine from the Sky
46. Archduke's Cockatoo
47. The Waxworks of Rastepappe

## Distribuzione internazionale
| Paese         | Rete televisiva / Reti televisive                |
| ------------- | ------------------------------------------------ |
| Regno Unito   | ITV, Tiny Pop, BBC Two, CITV                     |
| Francia       | France 3, Canal J                                |
| Stati Uniti   | Cartoon Network, Fuse                            |
| Finlandia     | YLE TV2                                          |
| Australia     | Australian Broadcasting Corporation              |
| Giappone      | Tokyo Metropolitan Television                    |
| Brasile       | Rede Manchete                                    |
| Canada        | TVOntario, BBC Kids, Treehouse TV, YTV, Teletoon |
| Germania      | RTL Television, ZDF                              |
| Israele       | Arutz HaYeladim                                  |
| Singapore     | Kids Central                                     |
| Qatar         | JeemTV                                           |
| Italia        | Italia 1                                         |
| Malaysia      | RTM2, Astro Ceria                                |
| Messico       | Azteca 7, Azteca 13, Proyecto 40                 |
| Paesi Bassi   | RTL Telekids                                     |
| Norvegia      | NRK1                                             |
| Filippine     | Myx                                              |
| Polonia       | TV4                                              |
| Corea del Sud | Arirang TV, KBS Kids                             |